# Thomas Edward Bowdich
Thomas Edward Bowdich (ur. 20 czerwca 1791 w Bristolu, zm. 10 stycznia 1824 w Bathurst) – brytyjski podróżnik i badacz.
Bowdich urodził się 20 czerwca 1791 w Bristolu. Był zatrudniony przez Brytyjską Kompanię Kupiecką w Afryce. Wysłany do Cape Coast. W 1817 roku Bowdich dzięki swej dyplomacji zapewnił Brytyjczykom wpływy w regionie Aszanti (obecna Ghana). W 1819 opublikował w Anglii The Mission from Cape Coast Castle to Ashantee, jedną z pierwszych w Europie publikacji dotyczących ludu Aszanti. Krytykował politykę prowadzona przez Brytyjską Kompanię Kupiecką, co doprowadziło do jej zniesienia w 1821 roku. W latach 1820–1822 Bowdich odbył studia w Paryżu. Współpracował z Georgesem Cuvierem oraz Alexandrem von Humboldtem. Jego dzieła ilustrowała żona Sarah Bowdich Lee. Badacz zmarł na malarię w Bathurst w Gambii 10 stycznia 1824 roku.